# Komsomol

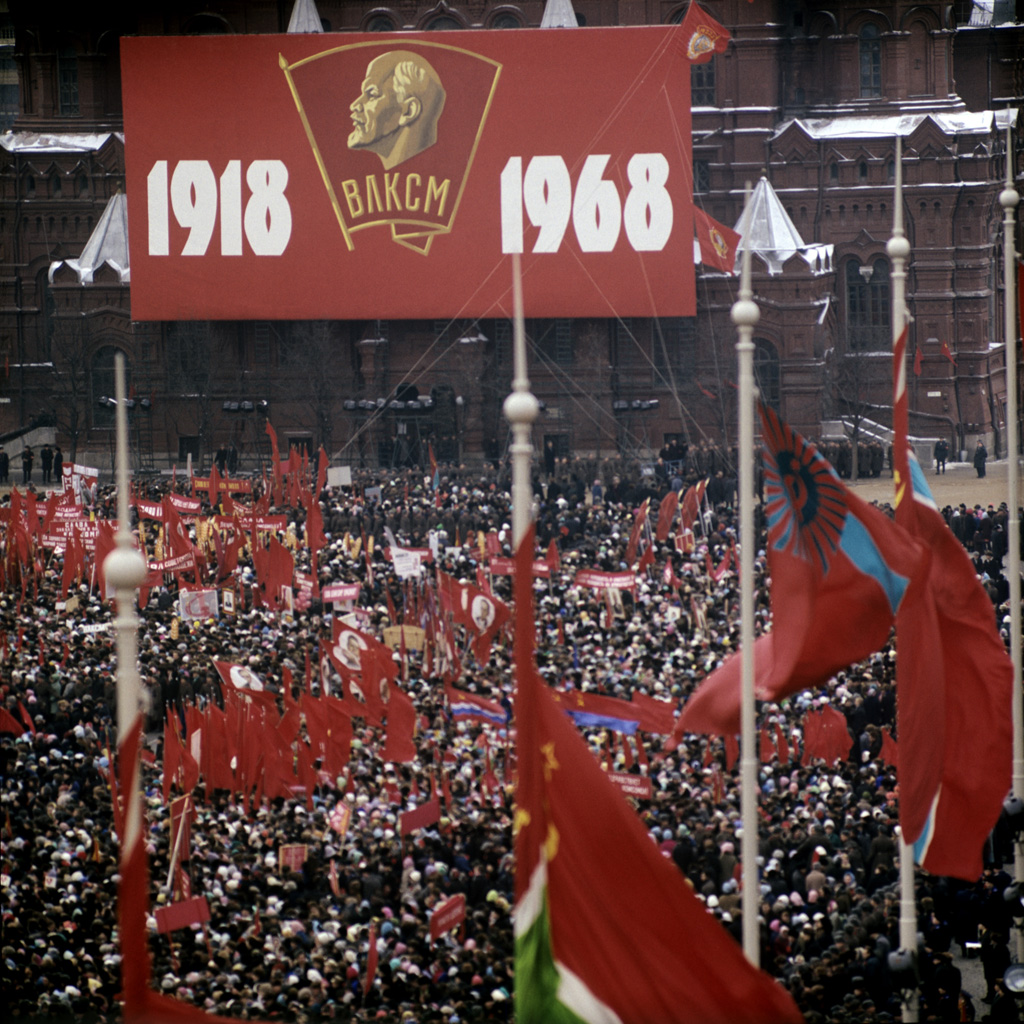
Manifestatie op het Rode Plein in Moskou (1968)

De Komsomol (Russisch: Комсомол) was een communistische jongerenorganisatie in de Sovjet-Unie. Men schat dat zeker 2/3 van de volwassen bevolking van Rusland lid is geweest van deze organisatie. Komsomol is een acroniem voor KOMmoenistitsjeski SOjoez MOLodjozji (Russisch: Коммунистический союз молодёжи), Russisch voor "communistische jeugdbond"; de volledige naam van de organisatie was sinds 1922 Vsesojoeznyj Leninski Kommoenistitsjeski Sojoez Molodjozji (VLKSM) (Russisch: Всесоюзный Ленинский Коммунистический Союз Молодёжи (ВЛКСМ)), wat "Communistische Lenin-jeugdbond voor de gehele (Sovjet-)Unie" betekent.
Op 29 oktober 1918 werd de voorloper van de Komsomol opgericht door het samengaan van reeds bestaande jongerengroepen. 
De communistische jeugdorganisaties speelden een rol in de Russische Revolutie (1917) en de Burgeroorlog (1917-1922).
In 1922 werd de Sovjet-Unie gevormd, gekoppeld daaraan gingen ook de communistische partijen in het unie-gebied samen en werd de Komsomol als jongerenbond voor de hele unie opgericht.
Vanaf toen kon de Komsomol zich richten op activiteiten zoals sport, educatie, gezellige dingen en sociale projecten.
Rond 1980 telde de Komsomol bijna veertig miljoen leden.

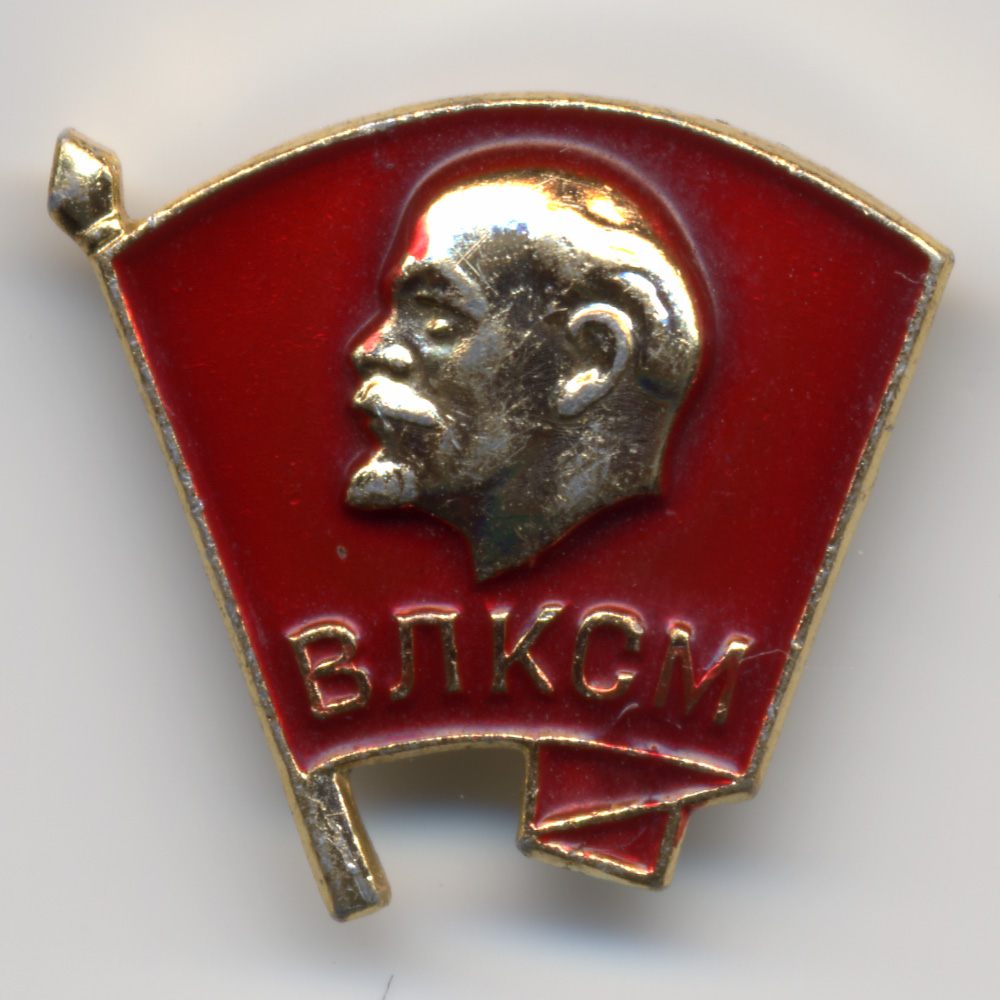
lidmaatschapsspeldje Komsomol

De Komsomol was bedoeld om de jongeren om te vormen tot goede Sovjetburgers. De minimumleeftijd was 14 jaar, de maximumleeftijd 28. De activiteiten bestonden uit sociale bezigheden (gezelligheid) en ideologische (politieke) activiteiten. Er waren bijeenkomsten, waaronder clubavonden, filmavonden, lezingen, etc. Men trachtte het gezelligheidsaspect met het opvoedingsaspect te combineren. Dit maakte het makkelijker om de jeugd "op te voeden": men ging immers graag naar de Komsomol-bijeenkomsten toe. De activiteiten vonden vaak plaats in jeugdhuizen.
De opgroeiende Sovjetburger diende een ideologisch traject af te leggen, dat begon bij de Pioniers. Op ongeveer 14 jaar stapte men over naar de Komsomol, waar men tot zijn 28ste lid bleef. Daarna konden getalenteerde leden trachten lid te worden van de Communistische Partij, wat een voorwaarde was voor een hogere functie. De Komsomol diende daardoor ook als een vergaarbak voor jonge talenten, en als een springplank voor de carrière. Uit een jeugdbeweging gezet worden (wegens bijvoorbeeld wangedrag op school, of politiek incorrecte opvattingen verspreiden) was derhalve een zware straf: het betekende dat een normale carrière binnen de Sovjet-Unie niet meer mogelijk was. De organisatiestructuur van de Komsomol sloot aan bij de organisatie van de partij en de organisatiestructuur van de Pioniers sloot aan bij de Komsomol.

## Heden
Nadat Michail Gorbatsjov in 1985 de leiding had gekregen van de Communistische Partij, werd de partij en uiteindelijk ook de jongerenorganisatie hervormd. Dit betekende langzaam maar zeker het einde: jongeren zagen het nut van het lidmaatschap niet meer in, en oudere leden bleven weg. Uiteindelijk stierf de Komsomol een stille dood. Nadat het communisme in de Sovjet-Unie in elkaar was gestort, werd ook de Komsomol opgeheven. Dit geschiedde in september 1991.

## Plaatjes
De onderstaande lichtbeelden, uit een periode van 70 jaar, geven enigszins een beeld van de Komsomol als jeugdbeweging

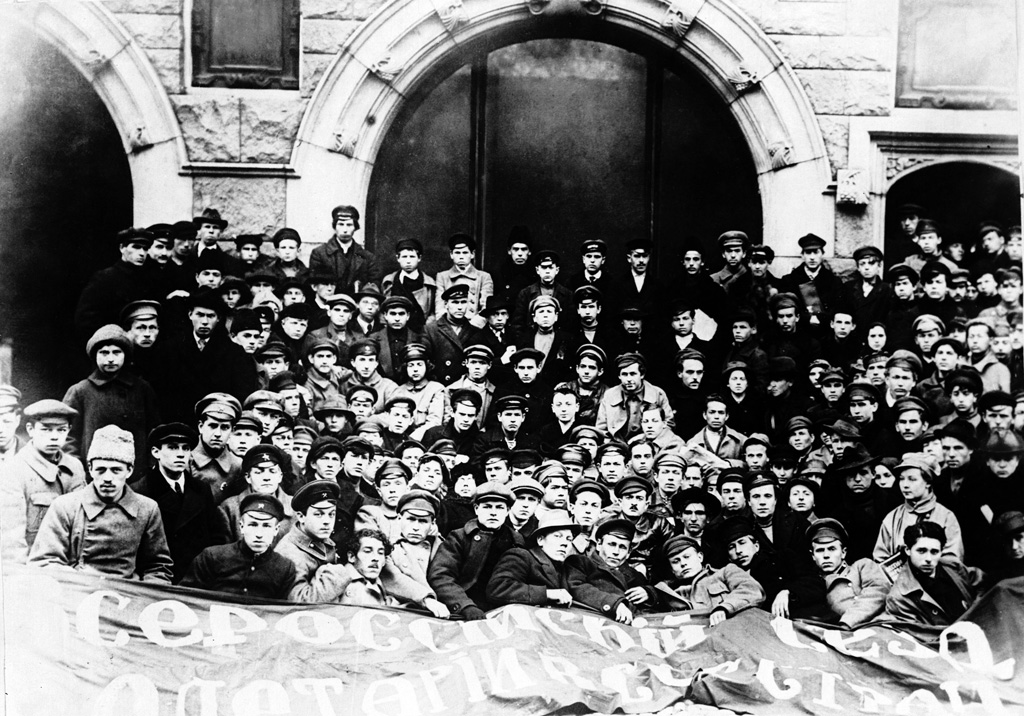
Oprichtingscongres (1918)
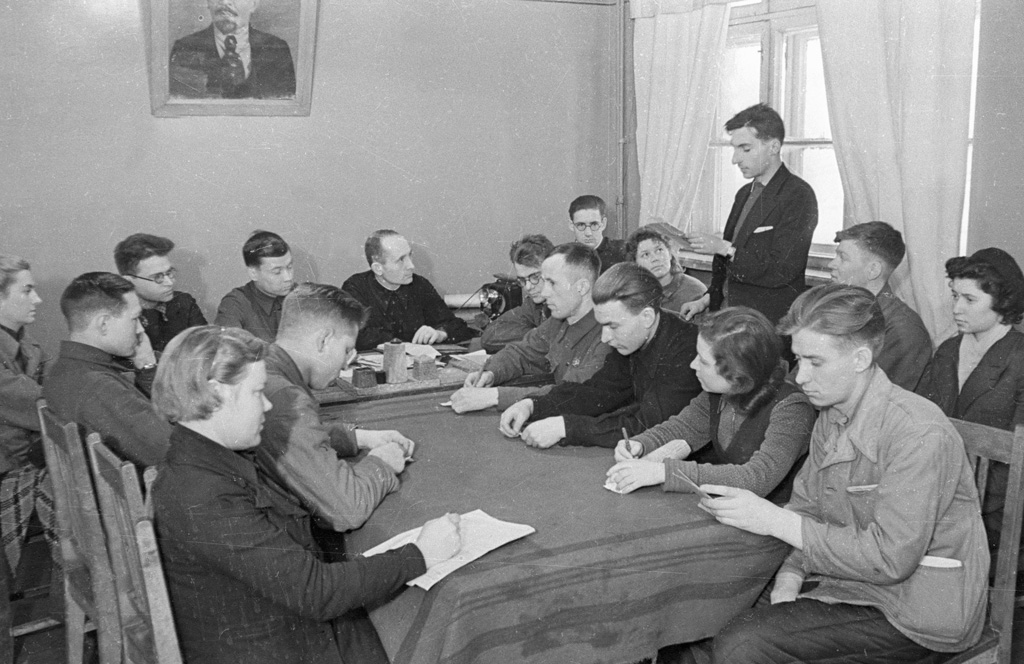
Een Komsomol-bijeenkomst in een fabriek in Magnitogorsk (1932)
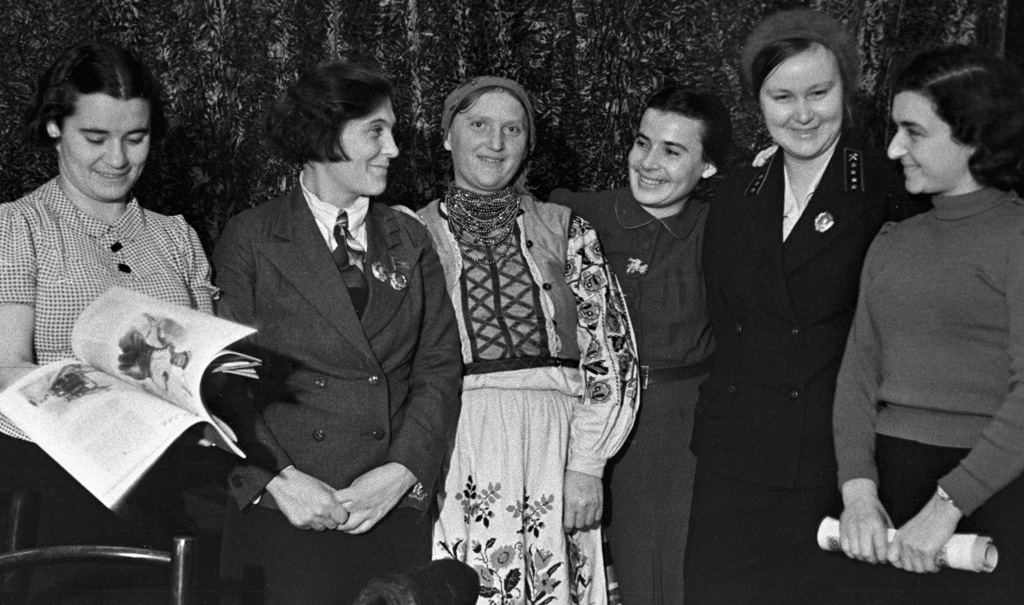
In een pauze van een vergadering van het centraal comité van de Komsomol, met de gelauwerde tractor-bestuurster Pasha Angelina (1936)
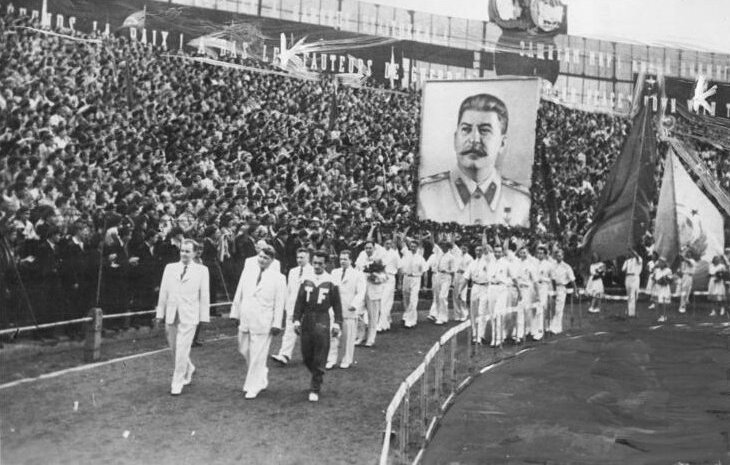
Komsomol-leden op Wereldjeugdspelen in Boedapest (1949)
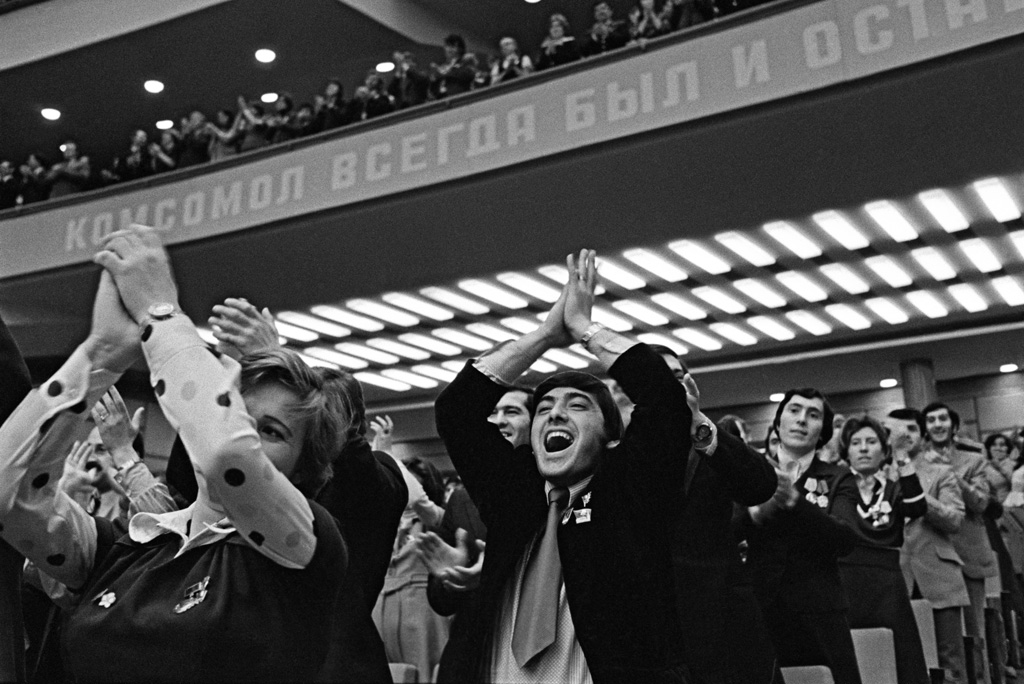
Opening van het 17e congres (1974)
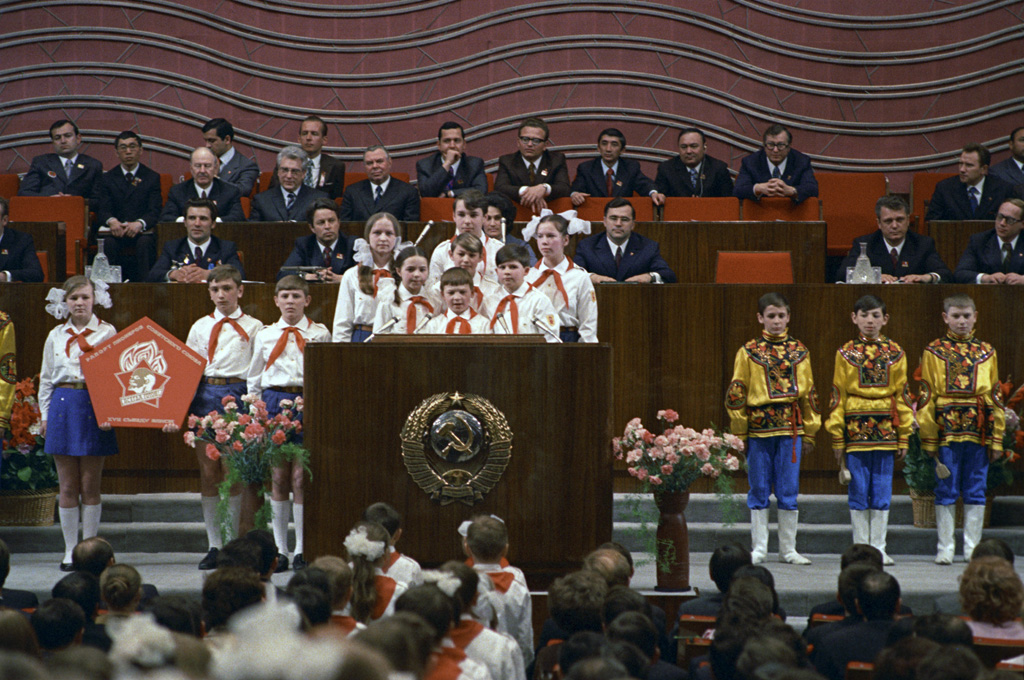
Een afvaardiging van de Pioniers begroet de deelnemers op het 17e congres van de Komsomol (1974)
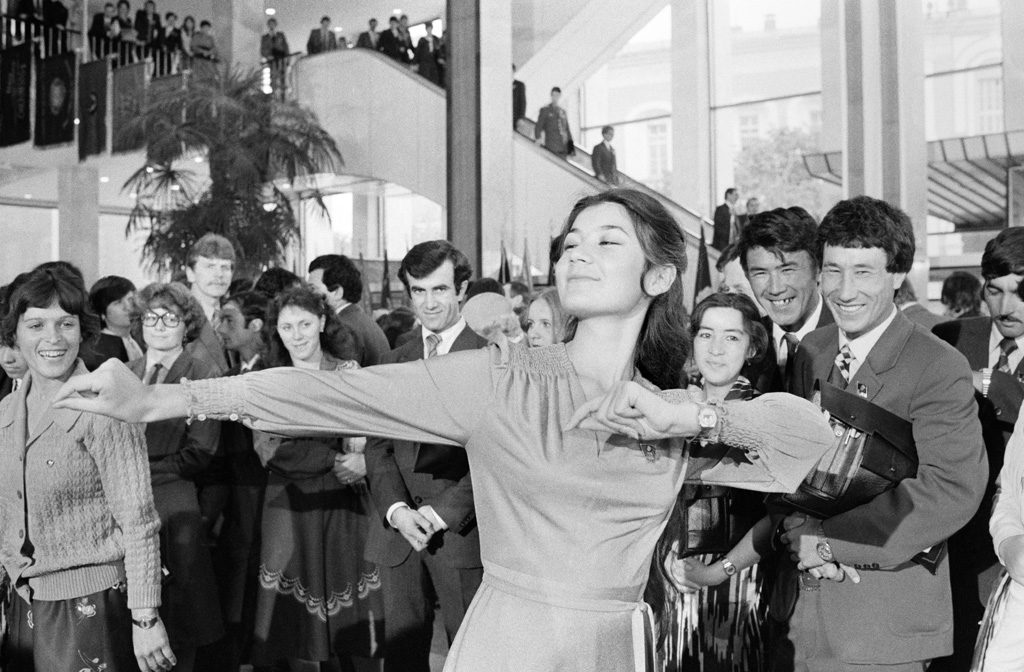
Dansen bij het 19e congres (1982)
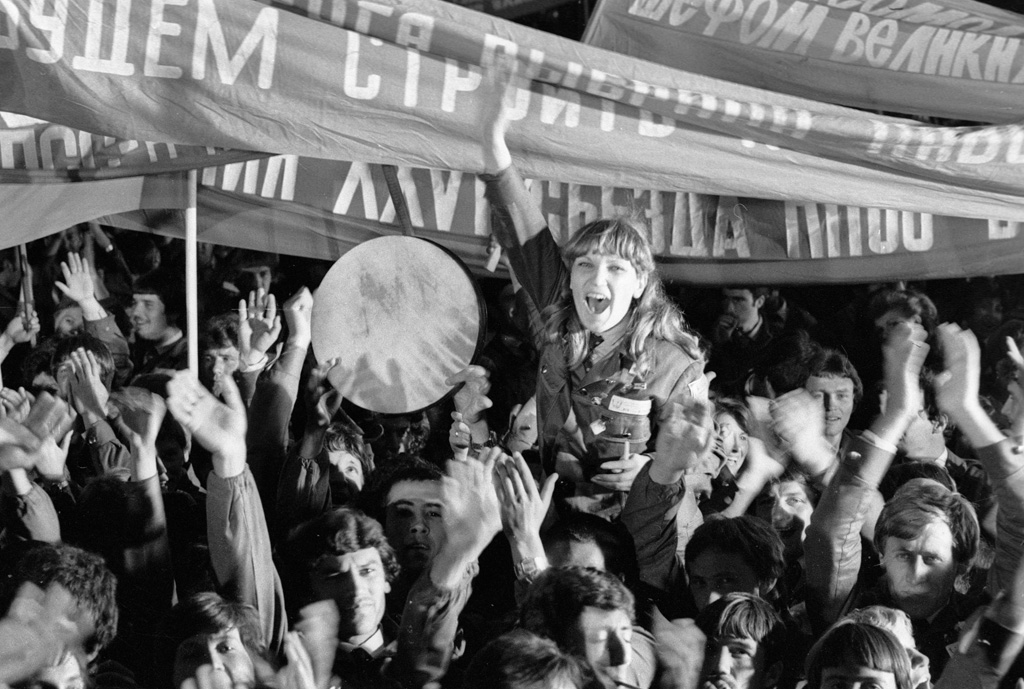
Komsomol-leden gaan na congres op weg om mee te helpen aan projecten (1982)
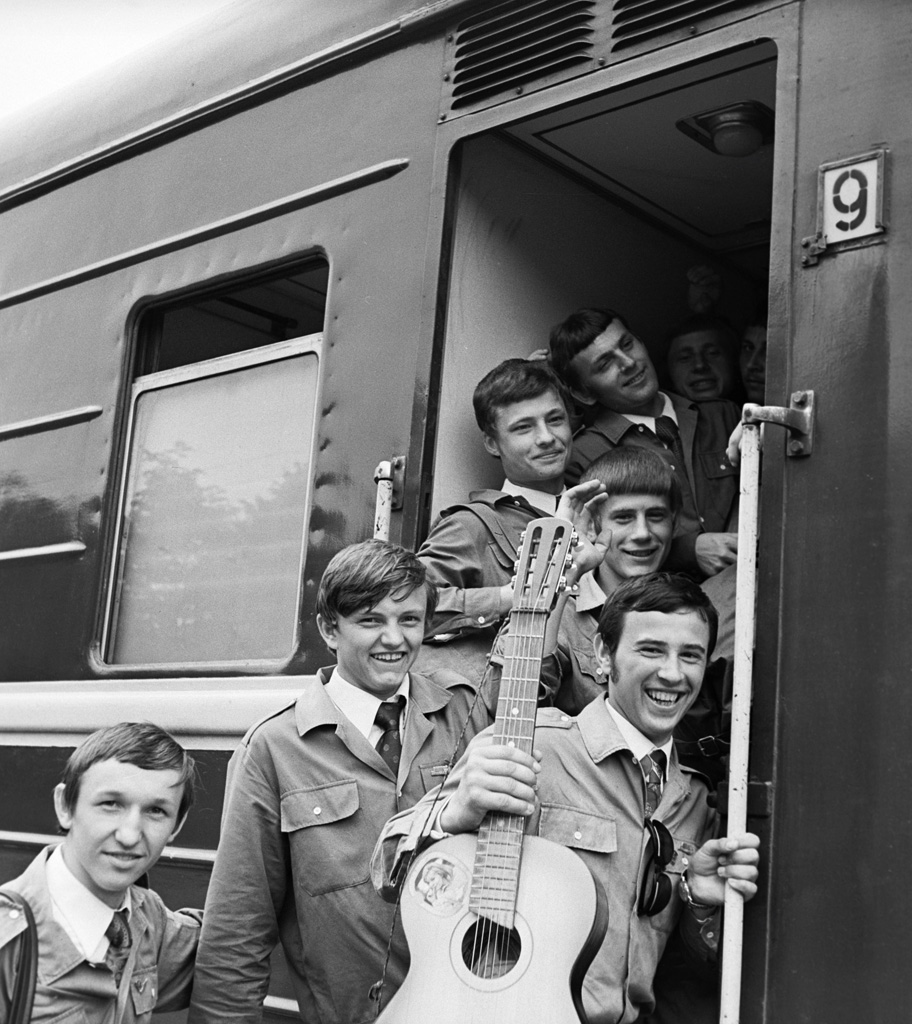
Een "bouwgroep" van de Komsomol komt aan op een station in Belarus, met gitaar (1982)
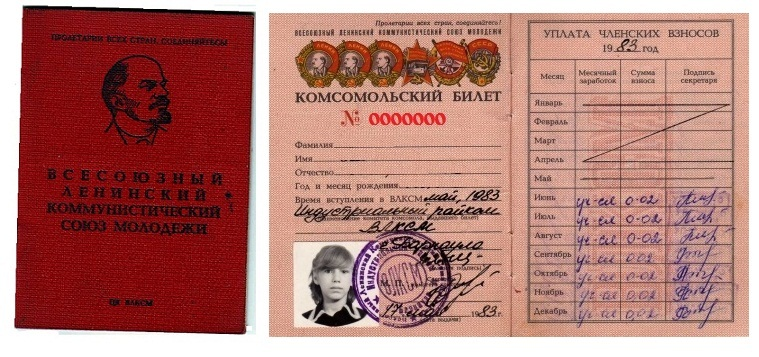
Lidmaatschapskaart (1983)
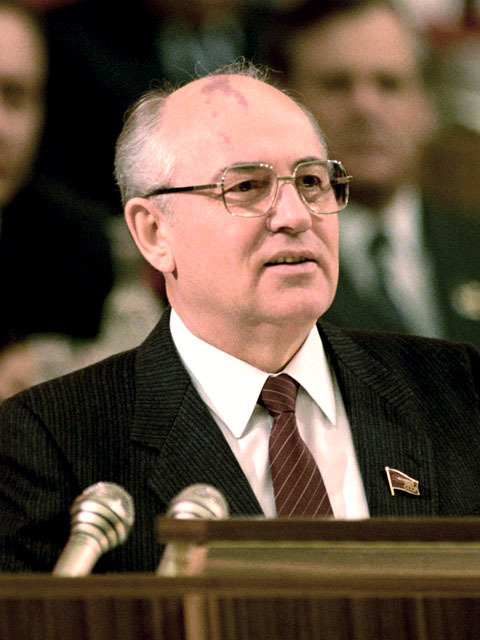
Michail Gorbatsjov spreekt op het 20e congres van de Komsomol (1987)